# L'Orphelinat
Pour les articles homonymes, voir Orphelinat (homonymie).
Pour plus de détails, voir Fiche technique et Distribution.
L'Orphelinat (El orfanato) est un film d'horreur fantastique hispano-mexicain réalisé par Juan Antonio Bayona, produit par Guillermo del Toro, sorti en 2007. Cette même année, le film est présenté au festival de Cannes, puis au festival Fantastic'arts de Gérardmer en 2008, où il gagne le Grand Prix.

## Synopsis
Laura (Belén Rueda) a passé son enfance dans un orphelinat entourée d'autres enfants qu'elle aimait comme ses frères et sœurs. Adulte, elle retourne sur les lieux avec son mari Carlos (Fernando Cayo) et son fils de sept ans, Simon (Roger Príncep) dans l'intention de restaurer la vieille maison et d'en faire un lieu d'accueil pour enfants handicapés. Un jour, Simon commence à se livrer à d'étranges jeux avec « ses amis invisibles ». Le jour de l'inauguration du nouvel établissement, une dispute éclate entre Laura et son fils : Simon refuse de descendre pour accueillir les nouveaux arrivants (les enfants handicapés). Refusant de céder à un caprice, Laura laisse Simon seul et va s'occuper des invités. Pendant la fête, elle retourne voir Simon et s'aperçoit qu'il a disparu.

## Fiche technique
- Titre original : El orfanato
- Titre français : L'Orphelinat
- Réalisation : Juan Antonio Bayona
- Scénario : Sergio G. Sánchez
- Musique : Fernando Velázquez
- Décors : Iñigo Navarro
- Costumes : Maria Reyes
- Photographie : Óscar Faura
- Montage : Elena Ruiz
- Production : Álvaro Augustín, Joaquín Padro, Mar Targarona, Guillermo del Toro et Sandra Hermida Muñiz
- Société de distribution : Wild Bunch Distribution
- Budget: 4 000 000 $
- Pays d'origine :  Espagne /  Mexique
- Langue originale : espagnol
- Format : couleur — 2.35:1 — son Dolby Digital
- Genre : horreur, drame, fantastique
- Durée : 106 minutes
- Dates de sortie[1] : 
  - France : 20 mai 2007 (Festival de Cannes) ; 5 mars 2008 (sortie nationale)
  - Espagne : 4 octobre 2007 (Festival international du film de Catalogne) ; 11 octobre 2007 (sortie nationale)
  - Mexique : 5 octobre 2007 (Festival international du film de Morelia) ; 25 janvier 2008 (sortie nationale)
  - Québec : 26 décembre 2007
  - Belgique, Suisse romande : 5 mars 2008
- Classification :
  - France : interdit aux moins de 12 ans

## Distribution
- Belén Rueda (VF : Véronique Augereau - VQ : Mélanie Laberge) : Laura
- Fernando Cayo (VF : Arnaud Arbessier - VQ : Tristan Harvey) : Carlos
- Roger Príncep (VQ : Alice Dorval) : Simón
- Montserrat Carulla (VF : Denise Metmer - VQ : Louise Rémy) : Benigna
- Geraldine Chaplin (VF : elle-même - VQ : Claudine Chatel) : Aurora
- Mabel Rivera (VF : Hélène Otternaud - VQ : Hélène Mondoux) : Pilar
- Andrés Gertrudix (VQ : Patrice Dubois) : Enrique
- Édgar Vivar (VF : Sylvain Lemarié - VQ : Sylvain Hétu) : Balaban
- Carmen López : Alicia
- Oscar Casas : Tomás
- Mireia Renau : Laura enfant
- Alejandro Campos : Víctor
- Georgina Avellaneda : Rita
- Guillermo Garretón : Oscar
- Carla Gordillo Alicia : Martín
- Oscar Lara : Guillermo
- Enric Arquimbau : le thérapeute
- Blanca Martinez : la femme de la thérapie de groupe
- Carol Suarez : Benigna jeune
- Antonia Isabel Friera : l'infirmière
- Fernando Marrot : le docteur
- Jordi Cardus : l'enfant aveugle
- Pedro Morales : le père no 2

## Distinctions
- Festival Fantastic'arts de Gérardmer 2008 : Grand Prix long métrage et Prix du Jury Syfy
- Goyas 2008 : meilleur nouveau réalisateur, meilleur scénario original,  meilleure direction artistique, meilleure direction de production, meilleurs maquillages et coiffures, meilleur son et meilleurs effets spéciaux

## Commentaires
- On note de nombreuses références à l'œuvre de Peter Pan dans ce film. Notamment aux enfants perdus, à une forme de jeunesse éternelle (les enfants morts continuent de jouer encore et encore) et au personnage de Wendy Darling en la personne de Laura qui devient, symboliquement, la mère des orphelins. Toujours en référence au monde de Peter Pan, la scène où les enfants reconnaissent Laura en lui touchant le visage est une référence au film Hook ou la Revanche du capitaine Crochet, lorsque les enfants perdus reconnaissent enfin Peter en lui tâtant le visage.